# Revue Thommen
Revue Thommen es una empresa relojera fundada en Suiza, que produce relojes de lujo e instrumentos de medición aeronáuticos.

## Historia

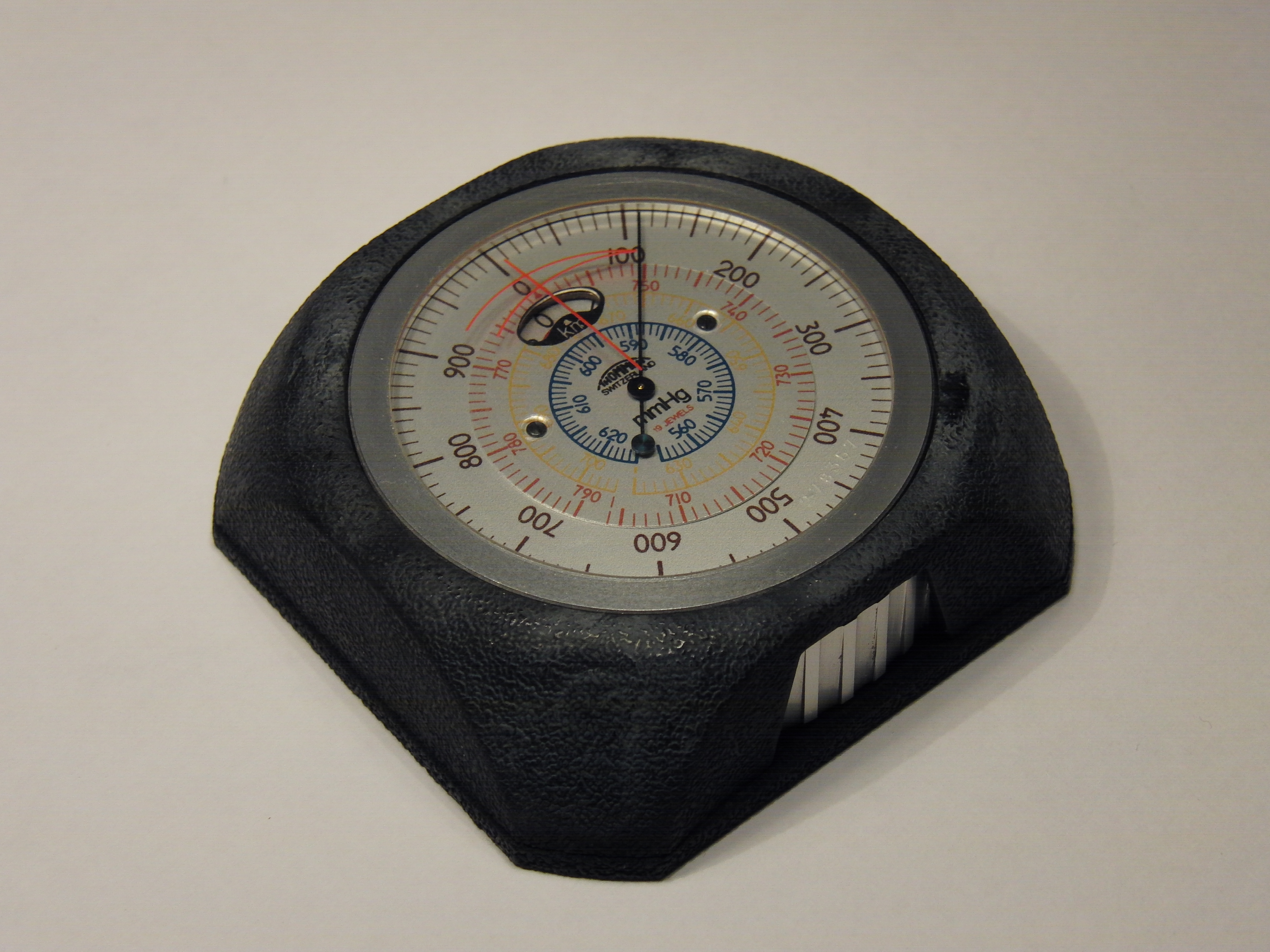
Altímetro de bolsillo de la marca Thommen

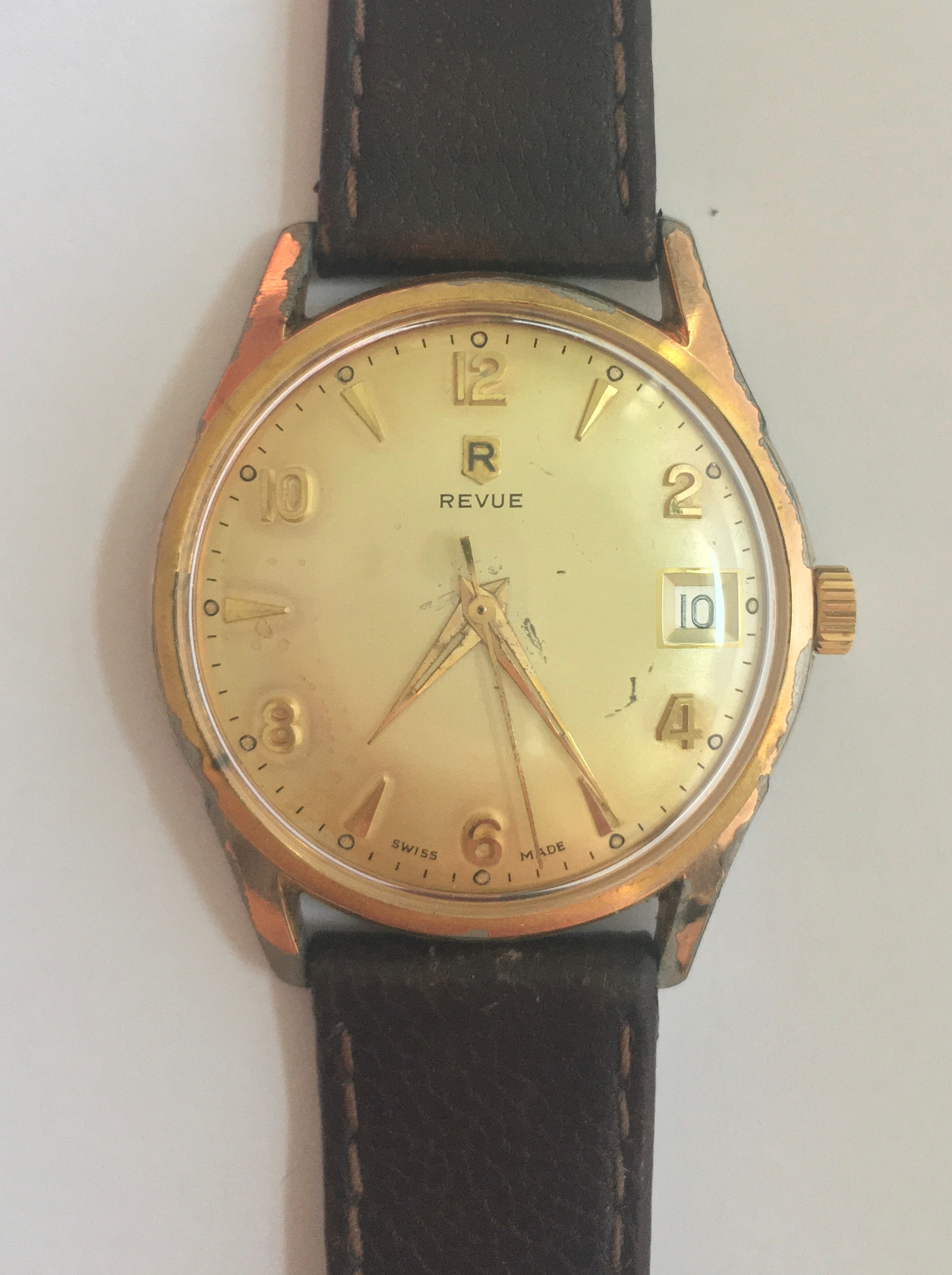
Antiguo reloj de pulsera de la marca Revue

En 1853, la Société d' Horlogerie à Waldenbourg fue fundada como empresa manufacturera de relojes suizos por la comunidad de Waldenburg (Cantón de Basilea-Campiña). Comenzó a fabricar relojes de bolsillo para generar empleo en el valle de Waldenburg, cuya ubicación en la ruta Basilea-Ginebra había perdido relevancia debido a la por entonces recién establecida conexión ferroviaria Basilea-Olten-Ginebra.
En 1859, Gédéon Thommen y Louis Tschopp adquirieron la empresa y la reestructuraron de forma privada. Gédéon Thommen también fue el fundador y promotor del Waldenburgerbahn, un tren de vapor que conectaba los pueblos del valle. Tschopp abandonó la empresa, que pasó a llamarse «Fabrica de Relojes Gédéon Thommen».
A partir de 1905, la empresa se registró comercialmente como «Revue Thommen AG», tomando la forma de sociedad por acciones. El nombre Revue se había utilizado anteriormente como marca de los relojes de pulsera de la empresa, tras haberlos comercializado como relojes «GT» (GT eran las iniciales de Gédéon Thommen).
En 1916, se creó el primer cronógrafo de aviación para la Fuerza Aérea Suiza, lo que sentó las bases del éxito de la empresa como proveedor de instrumentos de aviación.
De 1936 a 1943, la empresa produjo instrumentación de cabina para la Fuerza Aérea Suiza. Revue Thommen desarrolló y suministró los altímetros, indicadores de velocidad aérea, indicadores de velocidad ascensional, los relojes y el tren de aterrizaje para el biplano multifunción suizo EKW C-35.
De 1939 a 1944, por encargo del gobierno alemán, la empresa produjo modelos de relojes bajo la marca Revue-Sport para la Wehrmacht, la Luftwaffe y para la Kriegsmarine.
En 1945, Revue Thommen comercializó sus capacidades técnicas en el sector de la aviación con el lanzamiento de un altímetro de bolsillo para montañeros. Le siguieron derivados como los altímetros para paracaidistas, que se produjeron hasta bien entrada la era de internet.

### Historia reciente
En el año 2000, Revue Thommen AG otorgó una licencia a la empresa relojera suiza Grovana Ltd. para la fabricación y comercialización de los relojes de pulsera de la marca Revue Thommen, lo que permitió a Revue Thommen AG centrarse en su negocio de instrumentos para aeronaves.
Tras la escisión del negocio de relojes de pulsera, la empresa comenzó a expandir su negocio de instrumentos mecánicos para cabina mediante la introducción de equipos electrónicos para aeronaves, incluyendo sistemas de datos aéreos y reflectores para helicópteros.
En 2012, "GT Thommen Watch AG", la empresa conjunta formada por Andreas Thommen, Roland Buser y Christopher Bitterli, adquirió los derechos de propiedad intelectual para el negocio relojero de Revue Thommen AG y comenzó a revitalizar la marca en el sector suizo de los relojes de pulsera. En 2015, designaron a Swiss Initiative Limited (SIL) como única licenciataria para la producción y distribución mundial de los productos con su marca.
Revue Thommen, ahora proveedor exclusivo de la industria aeronáutica, fue adquirida por Transas Group en 2012, una empresa tecnológica rusa, que cedió sus acciones a un inversor privado ruso el 4 de octubre de 2015.
La disminución de la demanda de instrumentos mecánicos para aeronaves en la industria aeronáutica y la presión económica también llevaron a Revue Thommen AG a una reestructuración.
Revue, la antigua marca de relojes de pulsera, se eliminó del nombre de la empresa para identificarla claramente como proveedora de la industria aeronáutica. En 2015, cambió su nombre a Thommen Aircraft Equipment AG y, en junio de 2016, vendió su negocio de instrumentos mecánicos para aeronaves a Sathom, filial de la empresa francesa Satori Sarl, dedicada al mantenimiento, reparación y revisión (MRO) de componentes aeronáuticos.
Sathom permanece en la sede original de Revue Thommen y obtuvo una licencia para continuar con la producción y venta de instrumentos mecánicos para aeronaves bajo la marca Thommen.
En 2016, Thommen Aircraft Equipment se trasladó de Waldenburg a unas modernas instalaciones en Muttenz, más cerca de Basilea, donde se centra en el desarrollo de relojes electrónicos para aeronaves, sistemas de datos aéreos, reflectores para helicópteros y linternas de emergencia para cabinas.